# منتخب قرغيزستان لكرة القدم للسيدات
منتخب قيرغيزستان الوطني لكرة القدم للسيدات هو ممثل قيرغيزستان الرسمي في المنافسات الدولية في كرة القدم للسيدات، يديريه اتحاد قيرغيزستان لكرة القدم.

## سجل كأس العالم
| نهائيات كأس العالم | نهائيات كأس العالم | نهائيات كأس العالم | نهائيات كأس العالم | نهائيات كأس العالم | نهائيات كأس العالم | نهائيات كأس العالم | نهائيات كأس العالم | نهائيات كأس العالم | نهائيات كأس العالم |
| السنة              | النتيجة            | المركز             | لعب                | فاز                | تعادل*             | خسر                | له                 | عليه               | فرق                |
| ------------------ | ------------------ | ------------------ | ------------------ | ------------------ | ------------------ | ------------------ | ------------------ | ------------------ | ------------------ |
| 1991               | لم يشارك           | -                  | -                  | -                  | -                  | -                  | -                  | -                  | -                  |
| 1995               | لم يشارك           | -                  | -                  | -                  | -                  | -                  | -                  | -                  | -                  |
| 1999               | لم يشارك           | -                  | -                  | -                  | -                  | -                  | -                  | -                  | -                  |
| 2003               | لم يشارك           | -                  | -                  | -                  | -                  | -                  | -                  | -                  | -                  |
| 2007               | لم يشارك           | -                  | -                  | -                  | -                  | -                  | -                  | -                  | -                  |
| 2011               | لم يتأهل           | -                  | -                  | -                  | -                  | -                  | -                  | -                  | -                  |
| 2015               | لم يتأهل           | -                  | -                  | -                  | -                  | -                  | -                  | -                  | -                  |
| الاجمالي           | 0/7                | -                  | -                  | -                  | -                  | -                  | -                  | -                  | -                  |

*تشمل التعادلات مباريات خروج المغلوب التي تم تحديدها في ركلات الجزاء.